# Ignác Bizmayer
Ignác Bizmayer (20. duben 1922, Košolná – 15. srpna 2019) byl slovenský keramik, národní umělec a držitel státního vyznamenání Pribinův kříž I. třídy za mimořádně významné zásluhy v oblasti výtvarného umění a figurální tvorby.

## Život a tvorba

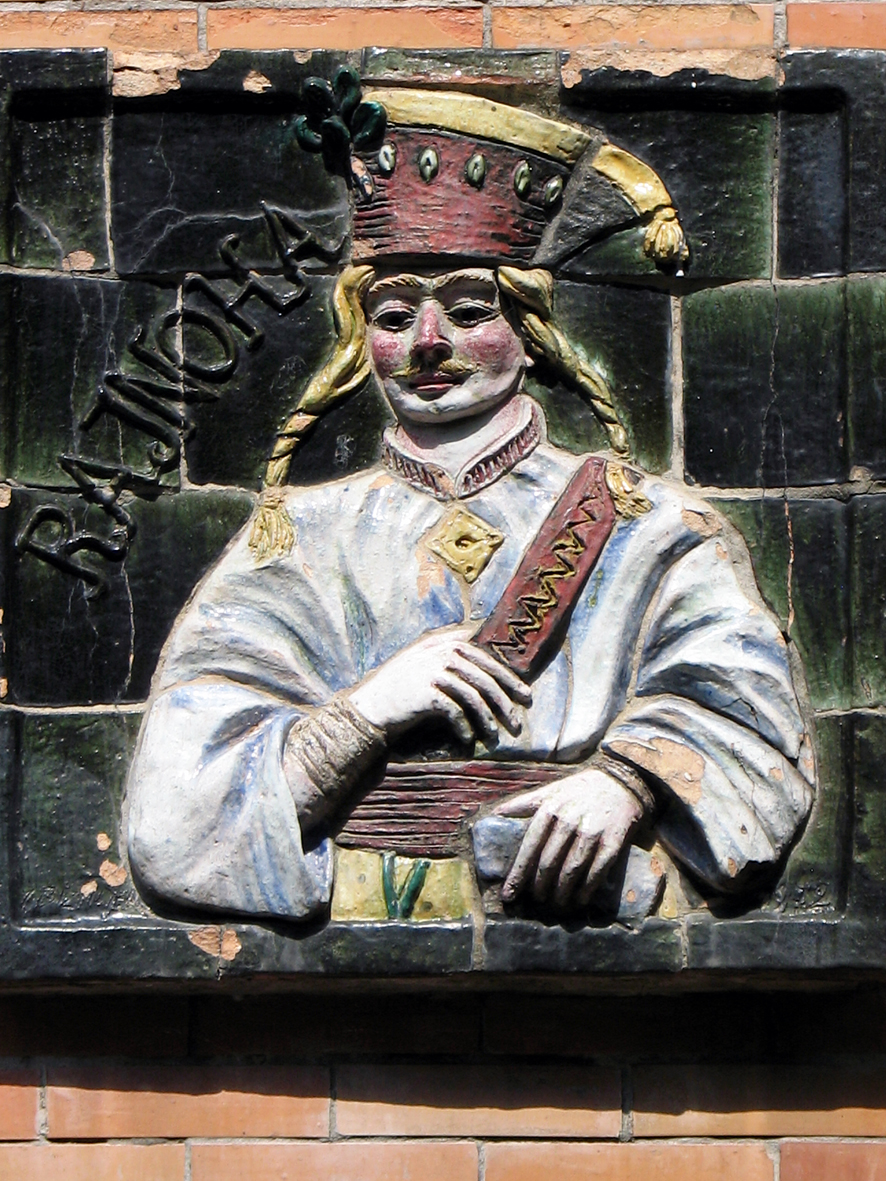
Příklad keramického reliéfu na domě Dětského městečka ve Zlatovcích-Trenčíně

Vyrůstal na habánském dvoře v obci Košolná. V dětství se setkal s moravským keramikem a znalcem habánské fajánse Heřmanem Landsfeldem, učil se v keramické škole v Modre, jako mistr působil ve Slovenskej ľudovej majolike a od roku 1957 se věnoval vlastní keramické tvorbě. Žije a tvoří ve svém ateliéru v Modre-Harmonii.
Ve svém díle se soustředil na figurální tvorbu, keramickou plastiku, užitkovou dekorativní keramiku. Vychází z lidového umění, obnovuje habánského keramickou tradici. V jeho umělecké tvorbě lze vidět život, práci, zvyky, obřady slovenského lidu. Ztvárnil postavy muzikantů, řemeslníků, světců, vinařů, tanečníků. Mezi nejznámější díla patří cyklus "Vinohradnický rok" z let 1954–1958 a "Vinařská lajtra" z roku 1986. Jeho práce jsou vystaveny v "Muzeu Ľudovíta Štúra" v Modre a v Galerii Ignáce Bizmayera nacházející se v modranské rotundové baště.